# ديفيد هاربر
ديفيد هابر (ولد في 10 أبريل 1975)، ممثل أمريكي. مثل لأول مرة في مسلسل قانون ونظام عام 1999 وعرف بعد تمثيله في مسلسل لنتفليكس بعنوان أشياء غريبة ولعب الدور الرئيسي (دور رئيس الشرطة جيم هوبز)، ترشح لجائزة الإيمي برايم تايم لأفضل فنان في مسلسل درامي في عام 2017.

## النشأة
ولد ديفيد في مدينة نيويورك، التحق بثانوية بايرام هيلز في آرمونك، نيويورك مع الفنان سين ماهر والفنانة إيال بوديل، تخرج ديفيد من كلية دارتموث في هانوفر (نيوهامبشير) في عام 1997.

## وصلات خارجية
- ديفيد هاربر القرني على موقع IMDb (الإنجليزية)
- ديفيد هاربر القرني على موقع ميتاكريتيك (الإنجليزية)
- ديفيد هاربر القرني على موقع الموسوعة البريطانية (الإنجليزية)
- ديفيد هاربر القرني على موقع روتن توميتوز (الإنجليزية)
- ديفيد هاربر القرني على موقع ألو سيني (الفرنسية)
- ديفيد هاربر القرني على موقع تيرنر كلاسيك موفيز (الإنجليزية)
- ديفيد هاربر القرني على موقع أول موفي (الإنجليزية)
- ديفيد هاربر القرني على موقع قاعدة بيانات برودواي على الإنترنت (الإنجليزية)
- ديفيد هاربر القرني على موقع قاعدة بيانات الأفلام السويدية (السويدية)
- ديفيد هاربر القرني على موقع قاعدة بيانات الفيلم (الإنجليزية)
- ديفيد هابر على تي في دوت كوم